# Церква Архангела Михаїла (Ладомирова)
Церква Архангела Михаїла (словац. Chrám svätého Michala Archanjela, русин. Церьков Архангела Михаила) — дерев'яний храм із дзвіницею лемківського типу в селі Ладомирова (Словаччина). Належить греко-католицькій громаді.
Об'єкт Світової спадщини ЮНЕСКО в Словаччині.

## Історія
Храм звели 1742 року без жодного цвяха.
Під час Другої світової війни була пошкоджена права частина іконостасу, який відреставрували 1946 року. Церква знову зазнала пошкодження 1957 року внаслідок буревію.

## Історичний огляд
Храм зведений у лемківському стилі південно-західного типу. Водночас відчутний вплив й гуцульського стилю, що є нетиповим для цього регіону.
У плані — тридільна: презбітерій (ризниця), нава й бабинець квадратної форми. Вважається, що такий храмовий поділ символізує Святу Трійцю. 1946 року реставратори прибрали стіну між навою і ґанком, що призвело до втрати літургійного характеру.
Над бабинцем домінує дзвіниця стовпчастої конструкції, яка шальована вертикальними смерековими дошками. Дзвіниця теж була пошкоджена старою липою, що впала під час шторму. Але її відновили.
Вежа й терасовий наметний дах над церквою увінчані банями-маківками з кованими металевими хрестами. Цей тип даху став прототипом для Покровського храму в Миролі та Покровського храму в Гунківцях.
На західній стороні будівлі є невеликий хор з дерев'яними підвіконнями.
Об'єкт оточений дерев'яним парканом. В'їзна брама з низьким пірамідальним дахом накрита ґонтом.

## Інтер'єр
Внутрішні стіни покриті поліхромією. Художньо цінними усередині храму є іконостас, що датується серединою XVIII століття. У головному ряді іконостаса розташовані ікони святого Миколая, Богородиці Одигітрії, Ісуса Христа-Учителя та Архангела Михаїла. У другому рядку знаходяться іконки великих релігійних свят, посередині якої — ікона Тайної Вечері. Третій рядок заповнений іконками різних апостолів. Усередині — ікона Пантократора. У четвертому ряді — шість ікон. Серед них зображене Розп'яття з Богородицею та Євангелістом Іоанном. У п'ятому — ікони Воскресіння Христа із мертвих, херувимів і візантійської імператриці Олени та імператора Костянтина з Животворним хрестом. Крім того, є кілька ікон та інших літургійних об'єктів, включених до списку культурних пам'яток.

## Об'єкт всесвітньої спадщини ЮНЕСКО
1968 року об'єкт внесли до реєстру національних пам'яток Словаччини.
8 липня 2008 року лемківську церкву включили до списку об'єктів Світової спадщини ЮНЕСКО в Словаччині.

## Православна церква Архангела Михаїла
У селі розташована також православна церква Архангела Михаїла, побудована в 1920-х роках. Усередині стіни розписані фресками та іконами, створеними у візантійському та давньоруському стилях. Автори ікон — ченці Філіон і Кипріян. Різьблення та столярні роботи виконані ченцем Михаїлом і місцевим мешканцем Миколою Бойком.